# غاريث إيفانز (سياسي)
غاريث إيفانز (بالإنجليزية: Gareth Evans)‏ هو دبلوماسي ومحامي وسياسي أسترالي، ولد في 5 سبتمبر 1944 في ملبورن في أستراليا. حزبياً، نشط في حزب العمال الأسترالي.

## مناصب
- انتخب مندوب المؤتمر الدستوري الأسترالي 1998 وقد انضم خلال فترته النيابية (2 فبراير 1998 – 13 فبراير 1998)  للكتلة البرلمانية حكومة أستراليا.
- انتخب وزير الصناعة والابتكار [الإنجليزية]‏ (13 ديسمبر 1984 – 24 يوليو 1987).
- انتخب Minister for Infrastructure, Transport, Regional Development and Local Government [الإنجليزية]‏ (24 يوليو 1987 – 2 سبتمبر 1988).
- انتخب Leader of the Government in the Senate (Australia) [الإنجليزية]‏ (24 مارس 1993 – 11 مارس 1996).
- انتخب عضو مجلس النواب الأسترالي عن دائرة Division of Holt [الإنجليزية]‏ (2 مارس 1996 – 30 سبتمبر 1999).
- انتخب عضو مجلس الشيوخ الأسترالي [الإنجليزية]‏ عن دائرة فيكتوريا (1 يوليو 1978 – 2 مارس 1996).
- انتخب وزير الخارجية [الإنجليزية]‏ (2 سبتمبر 1988 – 11 مارس 1996).
- انتخب المدعي العالم لأستراليا [الإنجليزية]‏ (11 مارس 1983 – 13 ديسمبر 1984).

## روابط خارجية
- غاريث إيفانز على موقع IMDb (الإنجليزية)
- غاريث إيفانز على موقع مونزينجر (الألمانية)